# Supertungvikt i fristil i brottning vid olympiska sommarspelen 1992
Herrarnas brottningsturnering i fristil i viktklassen supertungvikt vid olympiska sommarspelen 1992 avgjordes i Barcelona i Institut Nacional d'Educació Física de Catalunya. 

## Medaljörer
| Klass         | Guld                    | Silver                | Brons                     |
| Supertungvikt | Bruce Baumgartner · USA | Jeffrey Thue · Kanada | David Gobezhishvili · OSS |

## Resultat
- TO — Vinst genom fall
- SP — Vinst genom överlägsenhet, 12-14 poängs skillnad, förloraren med poäng
- SO — Vinst genom överlägsenhet, 12-14 poängs skillnad, förloraren utan poäng
- ST — Vinst genom teknisk överlägsenhet, 15 poäng skillnad
- PP — Vinst genom poäng, förloraren med tekniska poäng
- PO — Vinst genom poäng, förloraren utan tekniska poäng
- PA — Vinst genom att motståndaren skadas
- DQ — Vinst genom förverkande
- D2 — Båda brottarna diskvalificerade på grund av passivitet  (0-0 poäng)
- DNA — Dök inte upp
- L — Förluster
- ER — Elimineringsrunda
- CP — Klassificeringspoäng
- TP — Tekniska poäng

- PA — Vinst genom att motståndaren skadats

### Elimineringsrunda

#### Pool A
| L        |                         | CP       | TP       |                         | L        |          |
| Omgång 1 | Omgång 1                | Omgång 1 | Omgång 1 | Omgång 1                | Omgång 1 | Omgång 1 |
| -------- | ----------------------- | -------- | -------- | ----------------------- | -------- | -------- |
| 1        | Rodney Figueroa (PUR)   | 0-3 PO   | 0-3      | Park Sung-Ha (KOR)      | 0        |          |
| 1        | Tamon Honda (JPN)       | 0-4 TO   | 1:49     | Alireza Soleimani (IRI) | 0        |          |
| 1        | Mor Wade (SEN)          | 0-4 TO   | 1:35     | Jeffrey Thue (CAN)      | 0        |          |
| 0        | Mahmut Demir (TUR)      | 3-1 PP   | 4-1      | Tomasz Kupis (POL)      | 1        |          |
| Omgång 2 |                         |          |          |                         |          |          |
| 1        | Rodney Figueroa (PUR)   | 3-1 PP   | 3-2      | Tamon Honda (JPN)       | 2        |          |
| 1        | Park Sung-Ha (KOR)      | 0-4 TO   | 2:02     | Alireza Soleimani (IRI) | 0        |          |
| 2        | Mor Wade (SEN)          | 0-4 TO   | 3:17     | Mahmut Demir (TUR)      | 0        |          |
| 0        | Jeffrey Thue (CAN)      | 3-0 PO   | 6-0      | Tomasz Kupis (POL)      | 2        |          |
| Omgång 3 |                         |          |          |                         |          |          |
| 2        | Rodney Figueroa (PUR)   | 0-4 TO   | 2:19     | Alireza Soleimani (IRI) | 0        |          |
| 2        | Park Sung-Ha (KOR)      | 0-3 PO   | 0-5      | Jeffrey Thue (CAN)      | 0        |          |
| 0        | Mahmut Demir (TUR)      |          |          | Bye                     |          |          |
| Omgång 4 |                         |          |          |                         |          |          |
| 0        | Mahmut Demir (TUR)      | 3-1 PP   | 2-1      | Alireza Soleimani (IRI) | 1        |          |
| 0        | Jeffrey Thue (CAN)      |          |          | Bye                     |          |          |
| Omgång 5 |                         |          |          |                         |          |          |
| 0        | Jeffrey Thue (CAN)      | 3-0 PO   | 1-0      | Mahmut Demir (TUR)      | 1        |          |
| 1        | Alireza Soleimani (IRI) |          |          | Bye                     |          |          |
| Omgång 6 |                         |          |          |                         |          |          |
| 2        | Alireza Soleimani (IRI) | 0-0 D2   | 0-0      | Jeffrey Thue (CAN)      | 1        |          |
| 1        | Mahmut Demir (TUR)      |          |          | Bye                     |          |          |

| Brottare                | L | ER | CP | Tiebreaker |
| ----------------------- | - | -- | -- | ---------- |
| Jeffrey Thue (CAN)      | 1 | -  | 13 | 3          |
| Mahmut Demir (TUR)      | 1 | -  | 10 | 0          |
| Alireza Soleimani (IRI) | 2 | 6  | 13 |            |
| Park Sung-Ha (KOR)      | 2 | 3  | 3  |            |
| Rodney Figueroa (PUR)   | 2 | 3  | 3  |            |
| Tamon Honda (JPN)       | 2 | 2  | 1  |            |
| Tomasz Kupis (POL)      | 2 | 2  | 1  |            |
| Mor Wade (SEN)          | 2 | 2  | 0  |            |

#### Pool B
| L        |                           | CP       | TP       |                           | L        |          |
| Omgång 1 | Omgång 1                  | Omgång 1 | Omgång 1 | Omgång 1                  | Omgång 1 | Omgång 1 |
| -------- | ------------------------- | -------- | -------- | ------------------------- | -------- | -------- |
| 1        | Juraj Štěch (TCH)         | 1-3 PP   | 3-6      | David Gobezhishvili (EUN) | 0        |          |
| 1        | Kiril Barbutov (BUL)      | 1-3 PP   | 1-9      | Bruce Baumgartner (USA)   | 0        |          |
| 1        | Zsolt Gombos (HUN)        | 0-3 PP   | 0-4      | Andreas Schröder (GER)    | 0        |          |
| 0        | Wang Chunguang (CHN)      |          |          | Bye                       |          |          |
| Omgång 2 |                           |          |          |                           |          |          |
| 0        | Wang Chunguang (CHN)      | 4-0 TO   | 2:22     | Juraj Štěch (TCH)         | 2        |          |
| 0        | David Gobezhishvili (EUN) | 3-1 PP   | 7-1      | Kiril Barbutov (BUL)      | 2        |          |
| 0        | Bruce Baumgartner (USA)   | 3-0 PO   | 8-0      | Zsolt Gombos (HUN)        | 2        |          |
| 0        | Andreas Schröder (GER)    |          |          | Bye                       |          |          |
| Omgång 3 |                           |          |          |                           |          |          |
| 0        | Andreas Schröder (GER)    | 4-0 TO   | 2:27     | Wang Chunguang (CHN)      | 1        |          |
| 1        | David Gobezhishvili (EUN) | 0-3 PP   | 0-3      | Bruce Baumgartner (USA)   | 0        |          |
| Omgång 4 |                           |          |          |                           |          |          |
| 1        | Andreas Schröder (GER)    | 1-3 PP   | 3-4      | David Gobezhishvili (EUN) | 1        |          |
| 2        | Wang Chunguang (CHN)      | 0-4 TO   | 4:49     | Bruce Baumgartner (USA)   | 0        |          |
| Omgång 5 |                           |          |          |                           |          |          |
| 2        | Andreas Schröder (GER)    | 0-3 PO   | 0-7      | Bruce Baumgartner (USA)   | 0        |          |
| 1        | David Gobezhishvili (EUN) |          |          | Bye                       |          |          |

| Brottare                  | L | ER | CP |
| ------------------------- | - | -- | -- |
| Bruce Baumgartner (USA)   | 0 | -  | 16 |
| David Gobezhishvili (EUN) | 1 | -  | 9  |
| Andreas Schröder (GER)    | 2 | 5  | 8  |
| Wang Chunguang (CHN)      | 2 | 4  | 4  |
| Kiril Barbutov (BUL)      | 2 | 2  | 2  |
| Juraj Štěch (TCH)         | 2 | 2  | 1  |
| Zsolt Gombos (HUN)        | 2 | 2  | 0  |

### Sista matcherna
|                         | CP        | TP        |                           |           |
| 9:e plats               | 9:e plats | 9:e plats | 9:e plats                 | 9:e plats |
| ----------------------- | --------- | --------- | ------------------------- | --------- |
| Rodney Figueroa (PUR)   | 0-3 PO    | 0-11      | Kiril Barbutov (BUL)      |           |
| 7:e plats               |           |           |                           |           |
| Park Sung-Ha (KOR)      | 0-3 PO    | 0-9       | Wang Chunguang (CHN)      |           |
| 5:e plats               |           |           |                           |           |
| Alireza Soleimani (IRI) | DNA       |           | Andreas Schröder (GER)    |           |
| Bronsmatch              |           |           |                           |           |
| Mahmut Demir (TUR)      | 0-3 PO    | 0-4       | David Gobezhishvili (EUN) |           |
| Final                   |           |           |                           |           |
| Jeffrey Thue (CAN)      | 0-3 PO    | 0-8       | Bruce Baumgartner (USA)   |           |